# رودولف آنتون کارل
رودولف آنتون کارل (انگلیسی: Rudolf Carl von Slatin; ۲۷ ژوئن ۱۸۵۷ – ۴ اکتبر ۱۹۳۲) افسر (ارتش) و گردشگر اهل اتریش-مجارستان بود.